# Muzeum letectví (Bělehrad)
Muzeum letectví (srbsky Музеј ваздухопловства/Muzej vazduhoplovstva) se nachází v Bělehradu v blízkosti Letiště Nikoly Tesly, na západním okraji města. Sídlí v budově postavené podle návrhu Ivana Štrause z roku 1988.
Muzeum bylo zřízeno v roce 1957 v rámci jugoslávského letectva a protiletecké obrany. V současné budově se nachází od roku 1989; samotná budova byla v roce 2013 prohlášena za kulturní památku. Sbírky muzea obsahují přes 200 letounů; vystavených veřejnosti je zhruba padesát v kryté budově a dalších několik desítek na volném prostranství v areálu muzea. Řada exponátů je v depozitáři a čeká na rekonstrukci.
Mezi dostupnými exponáty muzea je například jediný dochovaný exemplář italského stíhacího letounu Fiat G.50, letoun Sarić 1 z roku 1910, nebo SOKO G-2 Galeb, první letadlo s proudovým motorem, které bylo sériově vyráběno v SFRJ a vyváženo i do jiných zemí. Tři letadla, která muzeum vystavuje, jsou československého původu (Zlín Z-XII, Zlín Z-526, Zlín Z-37 Čmelák). Muzeum má také nemalou sbírku letadel z druhé světové války a trosky letounu Lockheed F-117 Nighthawk, který byl v roce 1999 sestřelen jugoslávskou protivzdušnou obranou v blízkosti vesnice Buđanovci.